# Сандъский (окръг, Охайо)
Окръг Сандъский (на английски: Sandusky County) е окръг в щата Охайо, Съединени американски щати. Площта му е 1083 km², а населението – 61 792 души (2000). Административен център е град Фримонт.